# Список епізодів мультсеріалу «ЛоліРок»
Мультсеріал «ЛоліРок» складається зі 52 серій, які об’єднані у 2 сезони.

## Огляд серіалу
| Сезон | Сезон | Кількість серій | Дата показу у Франції | Дата показу у Франції | Дата показу в Україні | Дата показу в Україні |
| Сезон | Сезон | Кількість серій | Прем'єра              | Фінал                 | Прем'єра              | Фінал                 |
| ----- | ----- | --------------- | --------------------- | --------------------- | --------------------- | --------------------- |
|       | 1     | 26              | 18 жовтня 2014        | 29 квітня 2016        | ТВА                   | ТВА                   |
|       | 2     | 26              | 14 лютого 2017        | 2 березня 2017        | ТВА                   | ТВА                   |
|       | 3     | ТВА             | TBD 2025              | TBD                   | ТВА                   | ТВА                   |

## Список епізодів

### Перший сезон (2014―2016)
| №  | #  | Назва                                                                             | Автор(-и) сценарію | Перший показ      | Показ в Україні | Вироб. код |
| -- | -- | --------------------------------------------------------------------------------- | ------------------ | ----------------- | --------------- | ---------- |
| 1  | 1  | «У пошуках принцеси» «To Find a Princess» «L'audition»                            | Маделлайн Пакссон  | 18 жовтня 2014    | ТВА             | 101        |
| 2  | 2  | «Сила квітів» «Flower Power» «Le mystère des fleurs»                              | Маделлайн Пакссон  | 1 листопада 2014  | ТВА             | 102        |
| 3  | 3  | «Будь моїм» «Be Mine» «Coup de foudre»                                            | Маделлайн Пакссон  | 15 листопада 2014 | ТВА             | 103        |
| 4  | 4  | «День Народження» «The Birthday» «La prémonition»                                 | Маделлайн Пакссон  | 10 січня 2015     | ТВА             | 104        |
| 5  | 5  | «Заспівай мені» «Sing for Me» «Une voix magique»                                  | Едді Гузелян       | 31 січня 2015     | ТВА             | 105        |
| 6  | 6  | «Сиріс» «Xeris»                                                                   | Маделлайн Пакссон  | 29 листопада 2014 | ТВА             | 106        |
| 7  | 7  | «Русалки» «Sirens» «Le trésor de l'épave»                                         | Лора МакКрірі      | 22 листопада 2014 | ТВА             | 107        |
| 8  | 8  | «Талія і Кайл на дереві сидять» «Talia and Kyle Sitting in a Tree» «Amour double» | Ронда Смайлі       | 8 листопада 2014  | ТВА             | 108        |
| 9  | 9  | «Обіцянка є обіцянка» «A Promise is a Promise» «Promis juré!»                     | Ронда Смайлі       | 25 жовтня 2014    | ТВА             | 109        |
| 10 | 10 | «Щаслива зірка» «Lucky Star» «Une vie de star»                                    | Шей Фонтана        | 15 квітня 2016    | ТВА             | 110        |
| 11 | 11 | «Не проходьте повз» «Step Right Up» «Sous une bonne étoile»                       | Еліз Аллен         | 13 квітня 2016    | ТВА             | 111        |
| 12 | 12 | «Не згадати все» «No Thanks for the Memories» «Mémoire trouble»                   | Анна-Марі Перротта | 26 квітня 2016    | ТВА             | 112        |
| 13 | 13 | «Хто боїться кажанів» «Batty» «Peur du noir»                                      | Ронда Смайлі       | 6 грудня 2014     | ТВА             | 113        |
| 14 | 14 | «Замки на піску» «Castles in the Sand» «Les pieds dans le sable»                  | Едді Гузелян       | 21 квітня 2016    | ТВА             | 114        |
| 15 | 15 | «Модний показ» «Stitches» «Cousu de fil noir»                                     | Кетрін Лювен       | 14 квітня 2016    | ТВА             | 115        |
| 16 | 16 | «Принцеси у літньому таборі» «Camp Princess» «Une nuit à la belle étoile»         | Анна-Марі Перротта | 13 листопада 2014 | ТВА             | 116        |
| 17 | 17 | «Конкурс талантів» «Heavy Metal» «Guitare en solo»                                | Маделлайн Пакссон  | 3 січня 2015      | ТВА             | 117        |
| 18 | 18 | «Легенда озера Агнес» «Legend of Lake Agnes» «La légende du lac Yness»            | Ронда Смайлі       | 18 квітня 2016    | ТВА             | 118        |
| 19 | 19 | «Шаніла» «Shanila Surprise» «Shanila»                                             | Маделлайн Пакссон  | 17 січня 2015     | ТВА             | 119        |
| 20 | 20 | «Лотерея» «Raffle Baffle» «Tombola Mania»                                         | Ронда Смайлі       | 22 квітня 2016    | ТВА             | 120        |
| 21 | 21 | «Танцювальне божевілля» «Dance Craze» «Une Soirée Magique»                        | Еліз Аллен         | 25 квітня 2016    | ТВА             | 121        |
| 22 | 22 | «Будинок з привидами» «The Haunting» «La maison des ombres»                       | Ронда Смайлі       | 20 квітня 2016    | ТВА             | 122        |
| 23 | 23 | «Книга заклинань» «Spellbound» «Grimoire à vendre»                                | Міріт Колад        | 19 квітня 2016    | ТВА             | 123        |
| 24 | 24 | «Смартфон» «Smart» «La Menace Mobile»                                             | Едді Гузелян       | 27 квітня 2016    | ТВА             | 124        |
| 25 | 25 | «Дім, частина 1» «Home, Part 1» «Ephedia (premiere partie)»                       | Маделлайн Пакссон  | 28 квітня 2016    | ТВА             | 125        |
| 26 | 26 | «Дім, частина 2» «Home, Part 2» «Ephedia (deuxieme partie)»                       | Маделлайн Пакссон  | 29 квітня 2016    | ТВА             | 126        |

### Другий сезон (2017)
| №  | #  | Назва                                                                                               | Автор(-и) сценарію                   | Перший показ                                                          | Показ в Україні | Вироб. код |
| -- | -- | --------------------------------------------------------------------------------------------------- | ------------------------------------ | --------------------------------------------------------------------- | --------------- | ---------- |
| 27 | 1  | «Новий продюсер» «Musical Magical Tour» «Une Tournée Magique!»                                      | Маделлайн Пакссон                    | 17 грудня 2016 (Французький YouTube прев'ю) 13 лютого 2017 (France 4) | ТВА             | 2.01       |
| 28 | 2  | «Коли не можеш перемогти» «If You Can’t Beat 'Em...» «La bonne action!»                             | Еліз Аллен                           | 21 грудня 2016 (Французький YouTube прев'ю) 13 лютого 2017 (France 4) | ТВА             | 2.02       |
| 29 | 3  | «Щеняче кохання» «Puppylove» «Mordu D'Amour»                                                        | Ронда Смайлі та Джеймс Герет         | 24 грудня 2016 (Французький YouTube прев'ю) 14 лютого 2017 (France 4) | ТВА             | 2.03       |
| 30 | 4  | «Супермилий кошеня» «Super Cute Kitten» «Un chat trop chou?»                                        | Міріт Колао                          | 28 грудня 2016 (Французький YouTube прев'ю) 14 лютого 2017 (France 4) | ТВА             | 2.04       |
| 31 | 5  | «Руда бестія» «Wicked Red» «Loli-Rousse»                                                            | Лора МакКрірі                        | 5 січня 2017 (Netflix) 15 лютого 2017 (France 4)                      | ТВА             | 2.05       |
| 32 | 6  | «Прислухайся до серця» «Blurred Vision» «Un message troublant»                                      | Ронда Смайлі та Джеймс Герет         | 5 січня 2017 (Netflix) 15 лютого 2017 (France 4)                      | ТВА             | 2.06       |
| 33 | 7  | «Принцеса Бренда, частина 1» «Princess Brenda, Part I» «Recherche d'Identité, 1ère partie»          | Маделлайн Пакссон                    | 5 січня 2017 (Netflix) 16 лютого 2017 (France 4)                      | ТВА             | 2.07       |
| 34 | 8  | «Принцеса Бренда, частина 2» «Princess Brenda, Part II» «Recherche d'Identité, 2ème partie»         | Едді Гузелян                         | 5 січня 2017 (Netflix) 16 лютого 2017 (France 4)                      | ТВА             | 2.08       |
| 35 | 9  | «Нова лялька» «Cute as a Doll» «Une poupée singulière»                                              | Ронда Смайлі та Джеймс Герет         | 5 січня 2017 (Netflix) 17 лютого 2017 (France 4)                      | ТВА             | 2.09       |
| 36 | 10 | «Потрійний удар» «Amaru-niverse» «Multi-Amaru»                                                      | Еліз Аллен, Маделлайн Пекссон        | 5 січня 2017 (Netflix) 17 лютого 2017 (France 4)                      | ТВА             | 2.10       |
| 37 | 11 | «Рекс» «Rex» «Rex 2.0»                                                                              | Лора МакКрірі                        | 5 січня 2017 (Netflix) 20 лютого 2017 (France 4)                      | ТВА             | 2.11       |
| 38 | 12 | «У тіні» «Lost in the Shadows» «Dans l'ombre d'une star»                                            | Ронда Смайлі та Джеймс Герет         | 5 січня 2017 (Netflix) 20 лютого 2017 (France 4)                      | ТВА             | 2.12       |
| 39 | 13 | «Відеокліп» «I Want My LTV» «Silence on tourne…»                                                    | Робін Стайн та Деніел Браян Франклін | 5 січня 2017 (Netflix) 21 лютого 2017 (France 4)                      | ТВА             | 2.13       |
| 40 | 14 | «Спека пустелі» «Desert Heat» «Un artiste bien connu»                                               | Робін Стайн та Деніел Браян Франклін | 5 січня 2017 (Netflix) 21 лютого 2017 (France 4)                      | ТВА             | 2.14       |
| 41 | 15 | «Рубін Сходу» «The Ruby of the Orient» «Le rubis de L'Orient»                                       | Робін Стайн та Деніел Браян Франклін | 5 січня 2017 (Netflix) 22 лютого 2017 (France 4)                      | ТВА             | 2.15       |
| 42 | 16 | «Неймовірний Лолі-лайм» «Loli-Lime Sublime» «Le Loli-Smoothie»                                      | Робін Стайн та Деніел Браян Франклін | 5 січня 2017 (Netflix) 22 лютого 2017 (France 4)                      | ТВА             | 2.16       |
| 43 | 17 | «За правді кажучи» «Truth Be Told» «Ellira»                                                         | Робін Стайн та Деніел Браян Франклін | 5 січня 2017 (Netflix) 23 лютого 2017 (France 4)                      | ТВА             | 2.17       |
| 44 | 18 | «Танцювальні туфлі» «Dancing Shoes» «Un cours de danse particulier»                                 | Робін Стайн та Деніел Браян Франклін | 5 січня 2017 (Netflix) 23 лютого 2017 (France 4)                      | ТВА             | 2.18       |
| 45 | 19 | «Шоу талантів» «Amateur Hour» «La baguette ensorcelée»                                              | Робін Стайн та Деніел Браян Франклін | 5 січня 2017 (Netflix) 24 лютого 2017 (France 4)                      | ТВА             | 2.19       |
| 46 | 20 | «Полуничні поля» «Strawberry Fields for Never» «La cueillette de cristal noir»                      | Робін Стайн та Деніел Браян Франклін | 5 січня 2017 (Netflix) 24 лютого 2017 (France 4)                      | ТВА             | 2.20       |
| 47 | 21 | «Іменем Льова, зупиніться, частина 1» «Stop in the Name of Lev, Part I» «La trahison, 1ère partie»  | Маделлайн Пакссон                    | 5 січня 2017 (Netflix) 2 березня 2017 (France 4)                      | ТВА             | 2.21       |
| 48 | 22 | «Іменем Льова, зупиніться, частина 2» «Stop in the Name of Lev, Part II» «La trahison, 2ème partie» | Маделлайн Пакссон                    | 5 січня 2017 (Netflix) 2 березня 2017 (France 4)                      | ТВА             | 2.22       |
| 49 | 23 | «Статуї» «Statue Game» «Le jeu des statues»                                                         | Робін Стайн та Деніел Браян Франклін | 5 січня 2017 (Netflix) 1 березня 2017 (France 4)                      | ТВА             | 2.23       |
| 50 | 24 | «Забути себе» «Forget You!» «Tombée dans l'oubli»                                                   | Робін Стайн та Деніел Браян Франклін | 5 січня 2017 (Netflix) 27 лютого 2017 (France 4)                      | ТВА             | 2.24       |
| 51 | 25 | «На піку слави, частина 1» «Crowning Glory, Part I» «L'heure de gloire, 1ère partie»                | Робін Стайн та Деніел Браян Франклін | 5 січня 2017 (Netflix) 28 лютого 2017 (France 4)                      | ТВА             | 2.25       |
| 52 | 26 | «На піку слави, частина 2» «Crowning Glory, Part II» «L'heure de gloire, 2ème partie»               | Робін Стайн та Деніел Браян Франклін | 5 січня 2017 (Netflix) 28 лютого 2017 (France 4)                      | ТВА             | 2.26       |